# استان آتاپیو
آتاپیو (به لاتین: Attapeu) یکی از استان در لائوس است که در جنوب این کشور واقع شده است.

## جمعیت
جمعیت این استان شامل ۱۱۲۱۲۰ نفر است.این استان شامل ۱۵ قوم متفاوت به نام های لائوس، الک، کتنگ، کلوم، کتو، سوای، اوی، تی، سدنگ، نگهٔ، لوی، لونه، چوانگ، ترینگ و گروه نیهونگ می باشد.

## نگارخانه

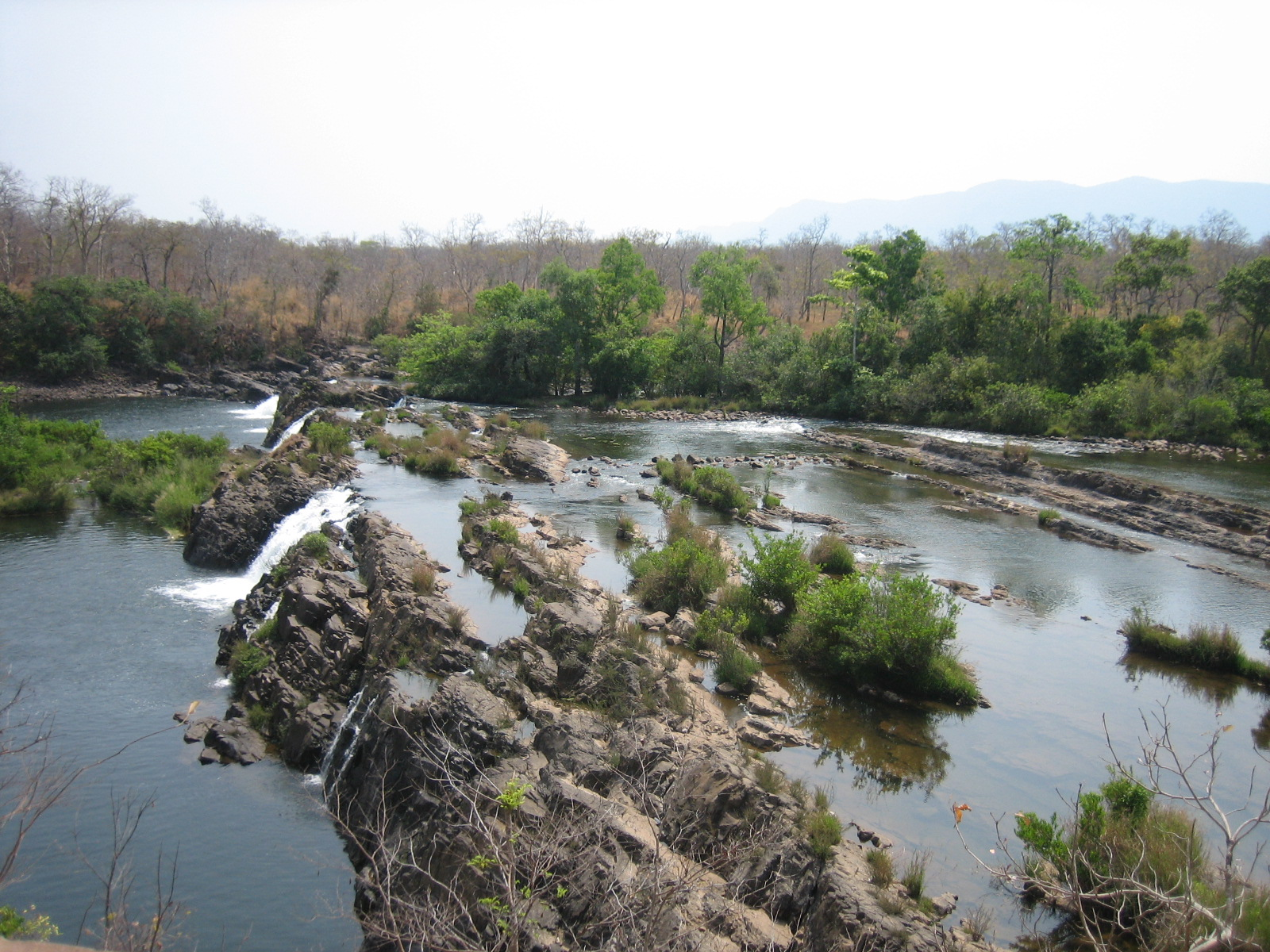
نمای از یک ابشار در مرز استان آتاپیو
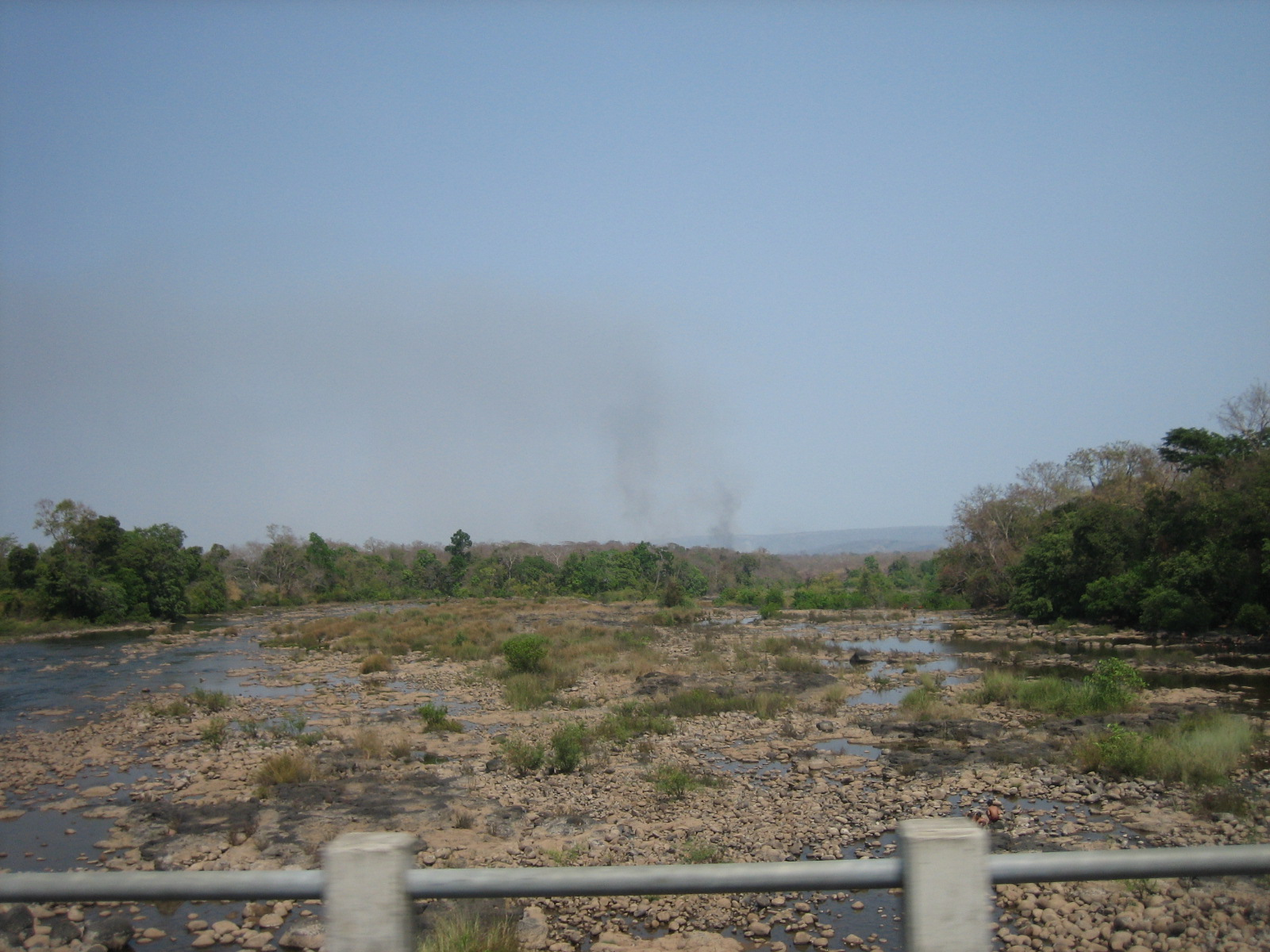
نمای از یک جنگل در آتاپیو
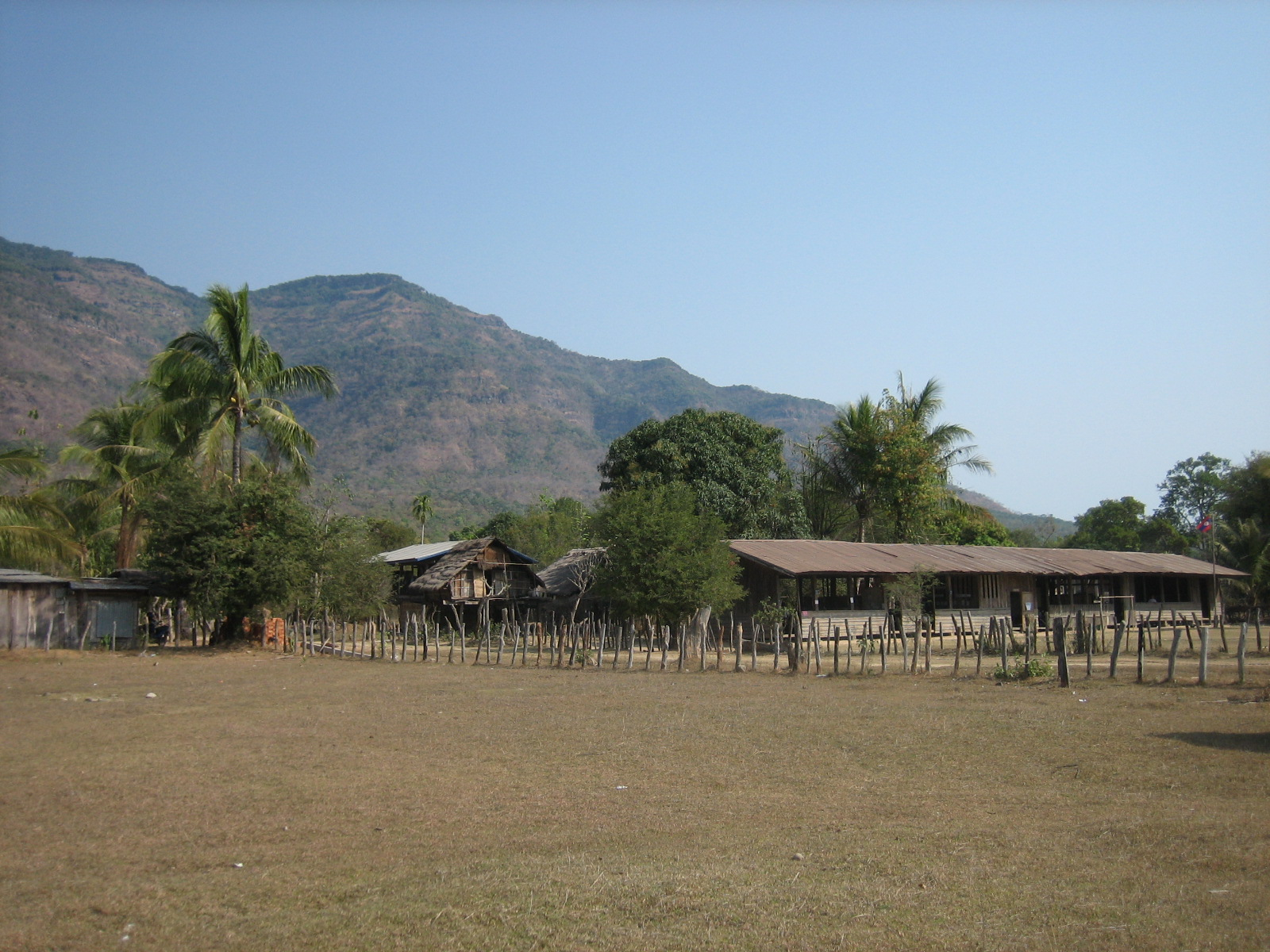
یک روستا در آتاپیو